# Margarete Rothbarth

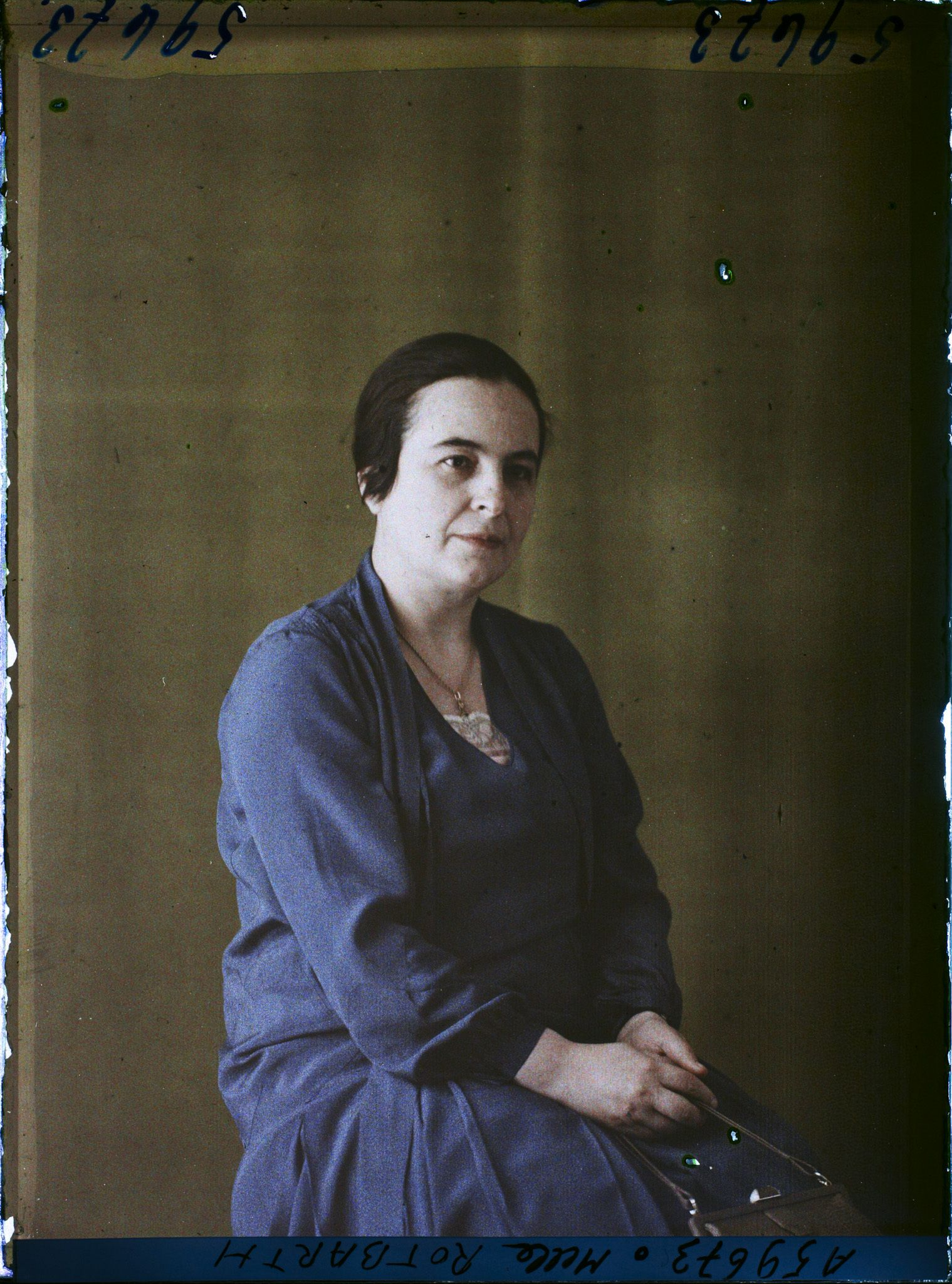
Margarete Rothbarth (1929)

Margarete Johanna Rothbarth (* 7. Juni 1887 in Frankfurt am Main; † 7. September 1953 in Zürich) war eine deutsche Historikerin und Schulbuchforscherin.

## Leben
Rothbarth, geboren als Tochter einer jüdischen Kaufmannsfamilie, erlangte 1908 das Abitur in ihrer Geburtsstadt Frankfurt. Anschließend studierte sie kurzzeitig Naturwissenschaften in Heidelberg, wechselte dann aber zu einem Studium der Fächer Geschichte und Deutsch, das sie in München, Berlin und Freiburg absolvierte. 1913 wurde sie an der Albert-Ludwigs-Universität Freiburg als Historikerin mit der Dissertation „Urban VI. und Neapel“ promoviert. Danach war sie als Lehrerin an der höheren Mädchenschule in Freiburg und wissenschaftliche Hilfsarbeiterin im Deutschen Volksliedarchiv tätig.
1918 zog Rothbarth nach Berlin, wo sie wissenschaftliche Sekretärin des Politikers Friedrich Naumann wurde. Nach dem Ende des Ersten Weltkrieges zählte sie zu dem Mitbegründern der Deutschen Liga für Völkerbund. Als Naumann 1919 starb, übernahm sie die Leitung des Archivs und der Bibliothek der Liga. 1922 wechselte sie zum Auslandsarchiv des Reichsfinanzministeriums.
Als Expertin für Schulbuchfragen bemühte sich Rothbarth von 1926 bis 1939 am Internationalen Institut für geistige Zusammenarbeit in Paris um internationalen Austausch und Verständigung. Als 1933 Deutschland aus dem Völkerbund austrat und die Deutschen aufgefordert wurden, dessen Gremien zu verlassen, kam Rothbart der Aufforderung nicht nach, da sie in der Zeit des Nationalsozialismus als Jüdin keine Möglichkeit sah, ihren Unterhalt in Deutschland zu verdienen. 1938 beantragte sie die französische Staatsbürgerschaft, die sie jedoch nicht erhielt.
Als der Zweite Weltkrieg begann, hielt Rothbarth sich in der Schweiz auf und konnte aufgrund eines ungültigen Passes und Verweigerung der französischen Behörden nicht nach Frankreich zurückkehren. Ihre Bezüge wurden seit 1939 zurückgehalten, erst 1946 konnte sie in einem Arbeitsprozess gegen das Internationale Institut für geistige Zusammenarbeit die Nachzahlung erzwingen. Sie starb 1953 in Zürich weitgehend verarmt und staatenlos.

## Erinnerung
Zur Erinnerung an die Pionierin der Schulbuchrevision trägt das Bürohaus des Georg-Eckert-Instituts in Braunschweig, vormals Schwesternwohnheim des Klinikums Holwedestraße, seit 2022 den Namen „Margarete-Rothbarth-Gebäude“. Eine Tafel erinnert dort an sie.

## Publikationen (Auswahl)
- Die großen Vier am Werk: Beiträge zur Geschichte der Friedenskonferenz. Deutsche Verlagsgesellschaft für Politik und Geschichte, Berlin 1921.
- Geistige Zusammenarbeit im Rahmen des Völkerbundes. Aschendorff, Münster 1931.